# Château de Beauregard (Longvic)
Pour les articles homonymes, voir Château de Beauregard.
Le château de Beauregard est un château moderne situé  à Longvic (Côte-d'Or) en Bourgogne-Franche-Comté .

## Localisation
Le château de Beauregard est implanté au sud de Longvic à l'est de l'A 311.

## Historique
Le site de Beauregard n’apparaît qu’au début du XVIIe siècle comme maison seigneuriale avec une ferme au lieu -dit le Coron. Il devient au cours du siècle suivant résidence d'été des évêques de Dijon qui y font construire un château. Rapidement revendu comme bien national à la Révolution, la ferme du Coron en est dissociée et une partie du château est détruite au XIXe siècle.

## Architecture
Le château actuel est composé d’un corps de logis à deux étages avec de grandes baies allongées à quatre croisées au rez-de-chaussée et des baies carrées au premier étage. Celui-ci est encadré de deux tourelles qui ne marquent qu'un simple décrochement au niveau de la couverture. 
Au nord il est séparé de la ferme du Coron par la RD 122A. Au sud à proximité immédiate se trouve le fort de Beauregard est inscrit aux Monuments historiques depuis 2006.

## Valorisation du patrimoine
Racheté en 2019 par  Pascal et Franck Boisselier le domaine de Beauregard est transformé depuis en hôtel Ibis.